# آون، شهرستان لافایت، ویسکانسین
آون (به انگلیسی: Avon) یک منطقهٔ مسکونی در ایالات متحده آمریکا است که در دارلینگتون واقع شده‌است. آون ۲۹۹٫۰۱ متر بالاتر از سطح دریا واقع شده‌است.